# Stoliwo

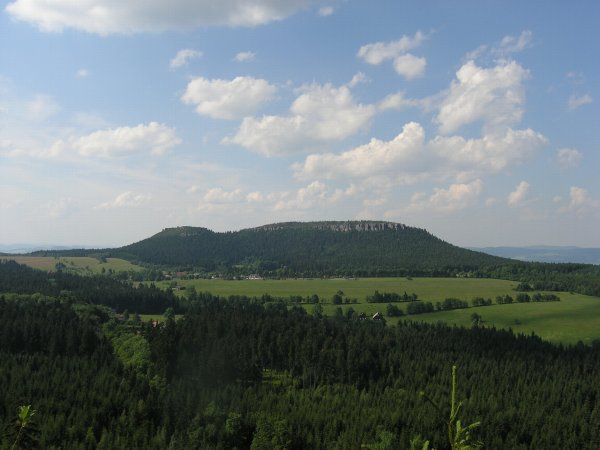
Stoliwo Szczelińca Wielkiego

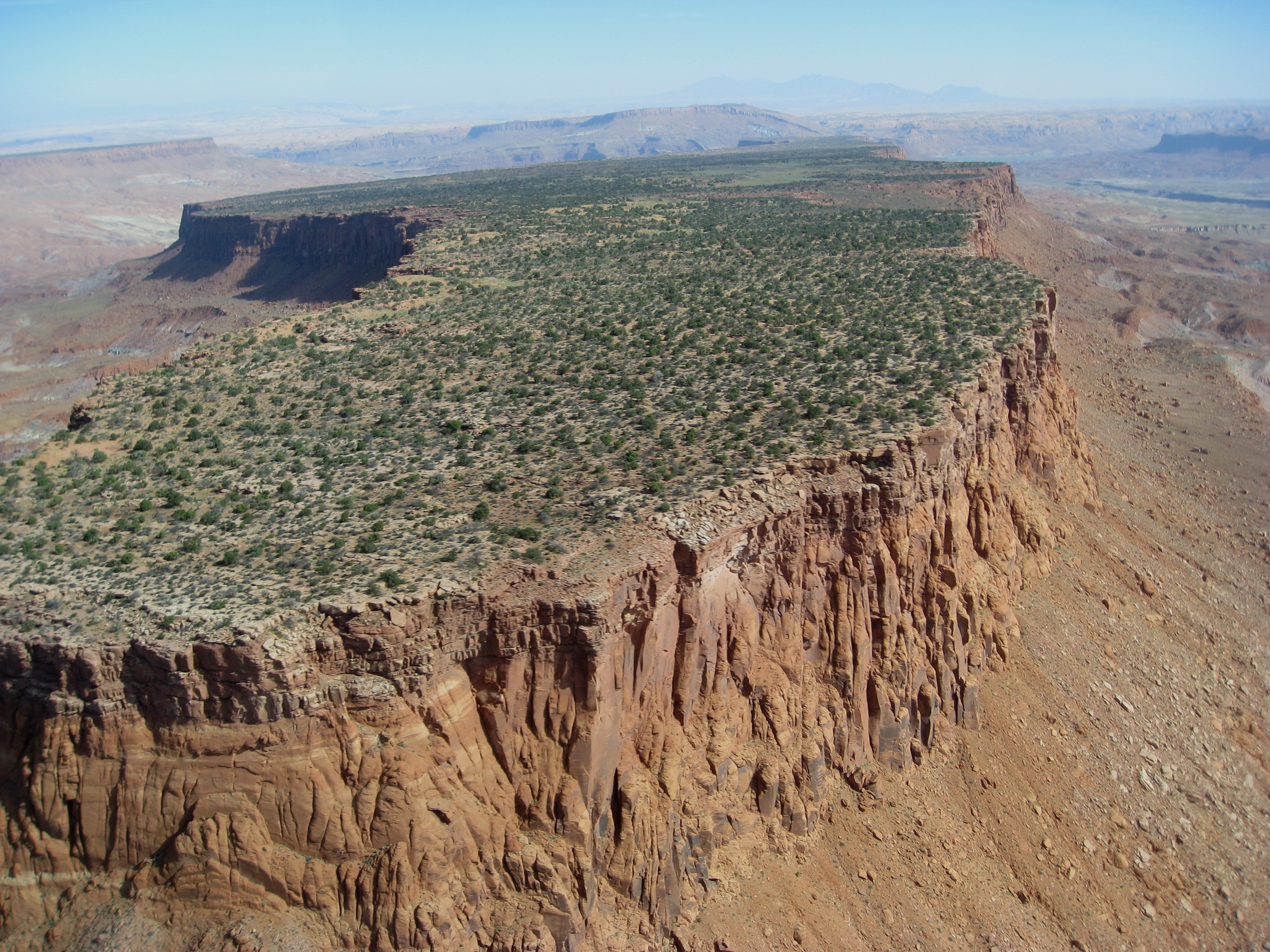
Stoliwo na terenie Monument Valley w USA

Stoliwo lub stoliwo górskie, góra stołowa – masyw górski lub pojedyncza góra o płaskim szczycie, typowa forma dla obszarów o budowie płytowej. Stoliwo górskie powstaje, gdy warstwy skalne o wyższej podatności na erozję (np. łupki) leżą poniżej warstw na erozję niepodatnych (np granit, kwarcyt, piaskowce) – wówczas twarda warstwa szczytowa chroni przed erozją skały leżące bezpośrednio pod nią, lecz poza obrębem górnej warstwy erozja postępuje szybko, tworząc strome, lub nawet pionowe urwiska (z hiszp. zwane tepui). W Polsce stoliwa górskie występują w Górach Stołowych.